# Aspidoglossum crebrum
Aspidoglossum crebrum är en oleanderväxtart som beskrevs av F.K. Kupicha. Aspidoglossum crebrum ingår i släktet Aspidoglossum och familjen oleanderväxter. Inga underarter finns listade i Catalogue of Life.